# Фрайбург (Саксония-Анхальт)
Фрайбург (нем. Freyburg) — город в Германии, в земле Саксония-Анхальт. Центр винодельческого региона Зале-Унструт.
Входит в состав района Бургенланд. Подчиняется управлению Унструтталь. Население составляет 4786 человек (на 31 декабря 2014 года). Занимает площадь 46,54 км². Официальный код — 15 2 56 027.
Подразделяется на 7 городских районов.

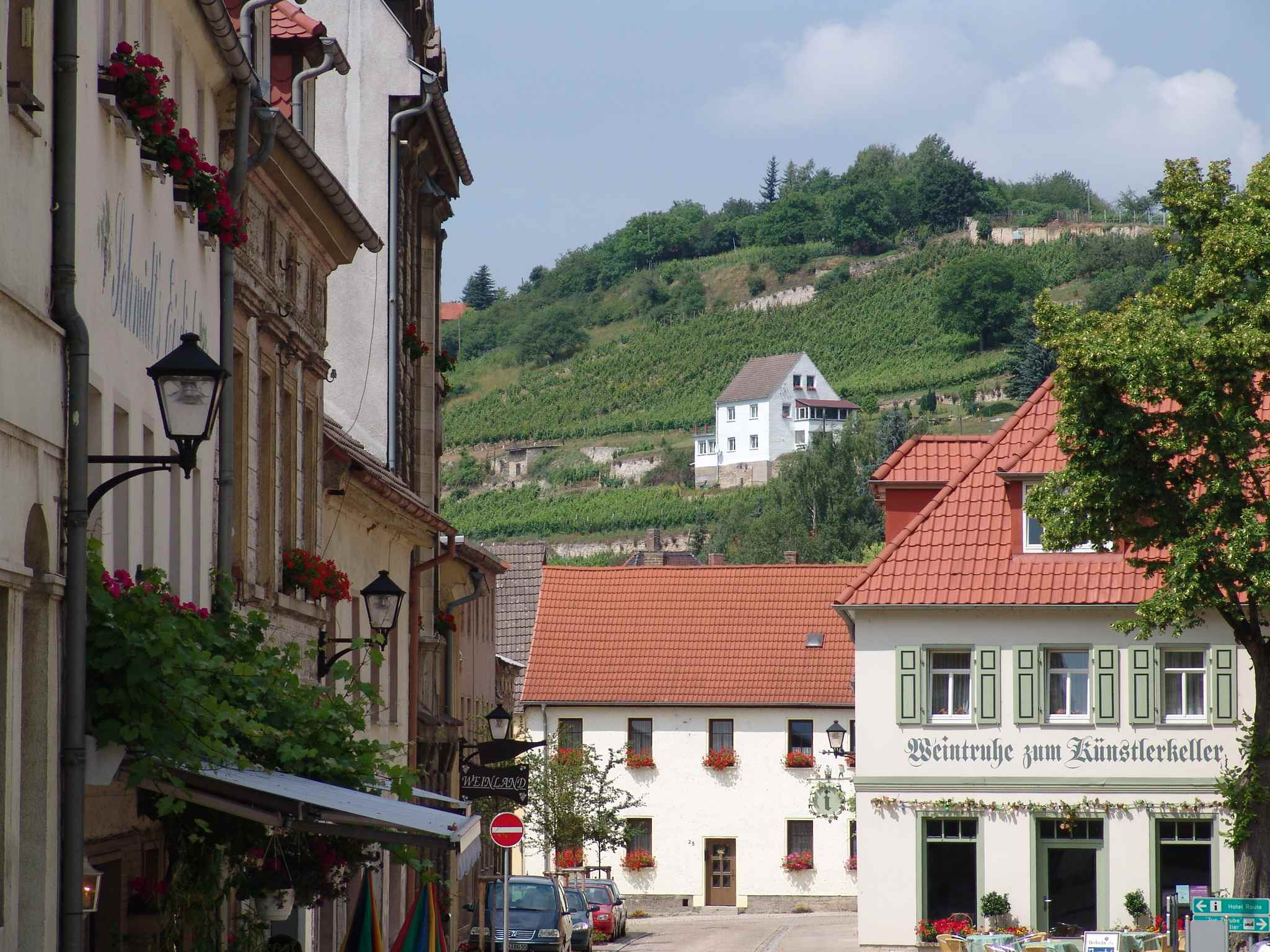
Вид с Рынка на виноградники
Фрагмент городских укреплений. Экштедтские ворота
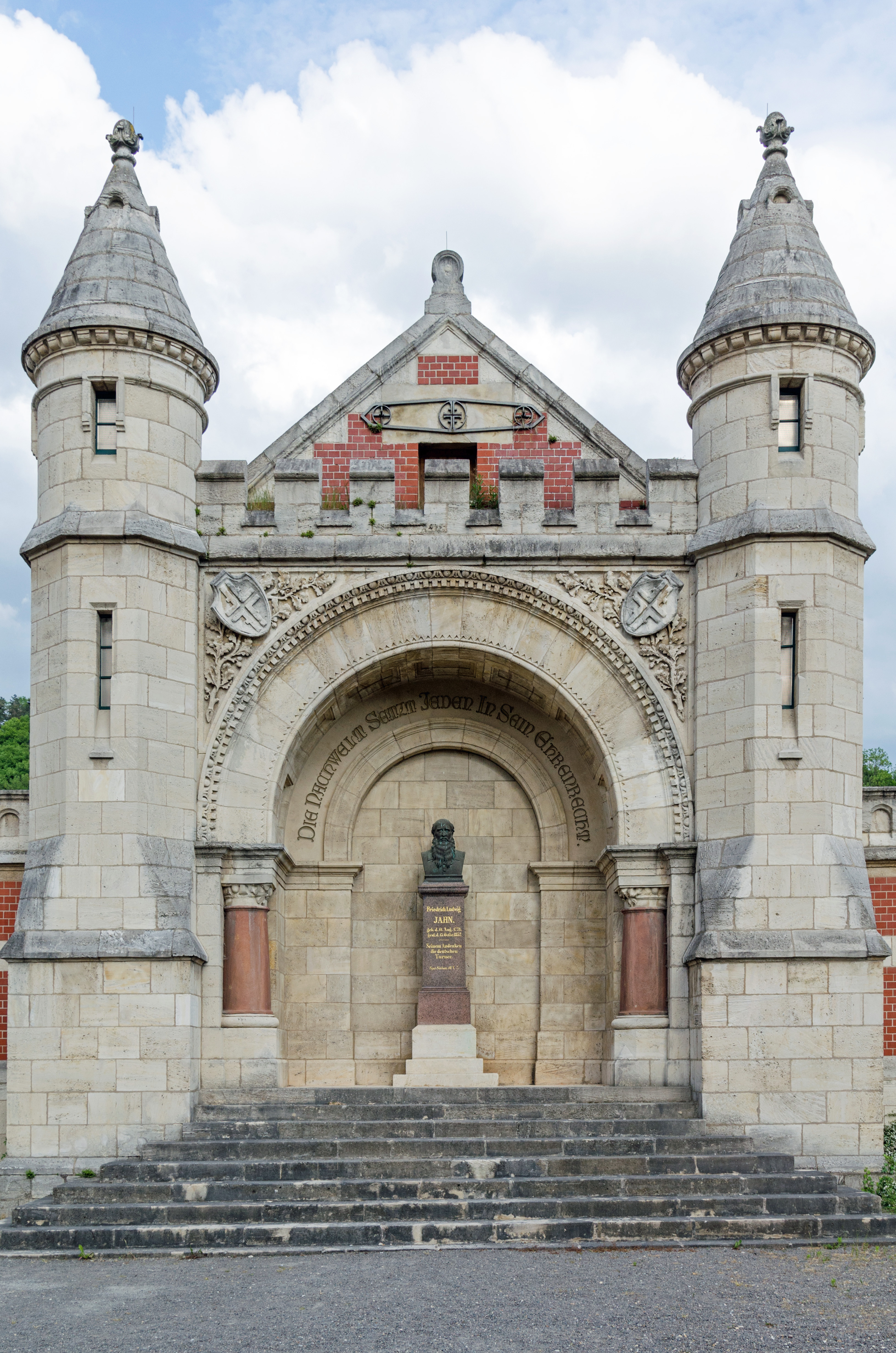
Памятник Фридриху Людвигу Яну у мемориального спортивного зала его имени
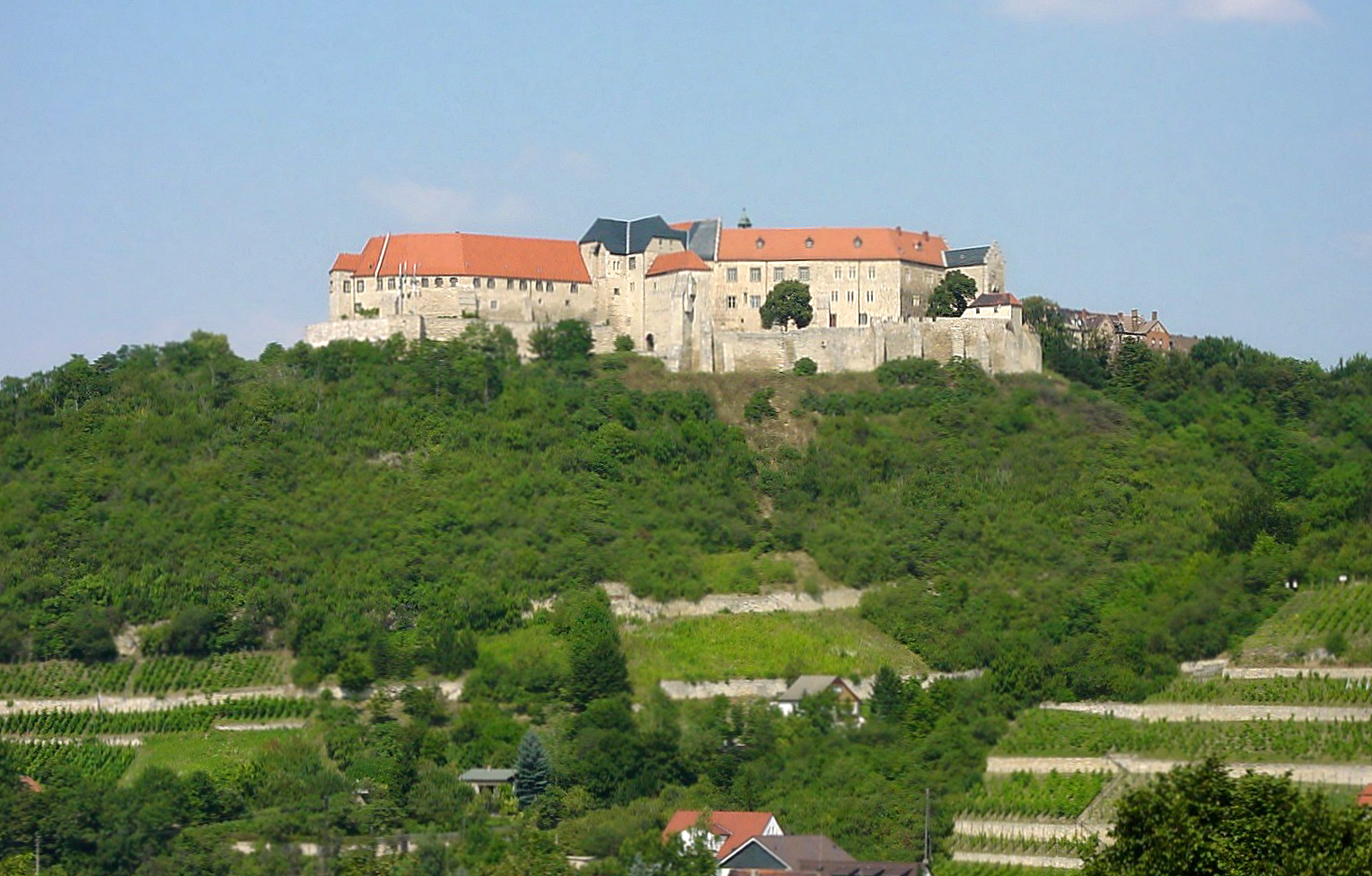
Вид на замок Нойенбург
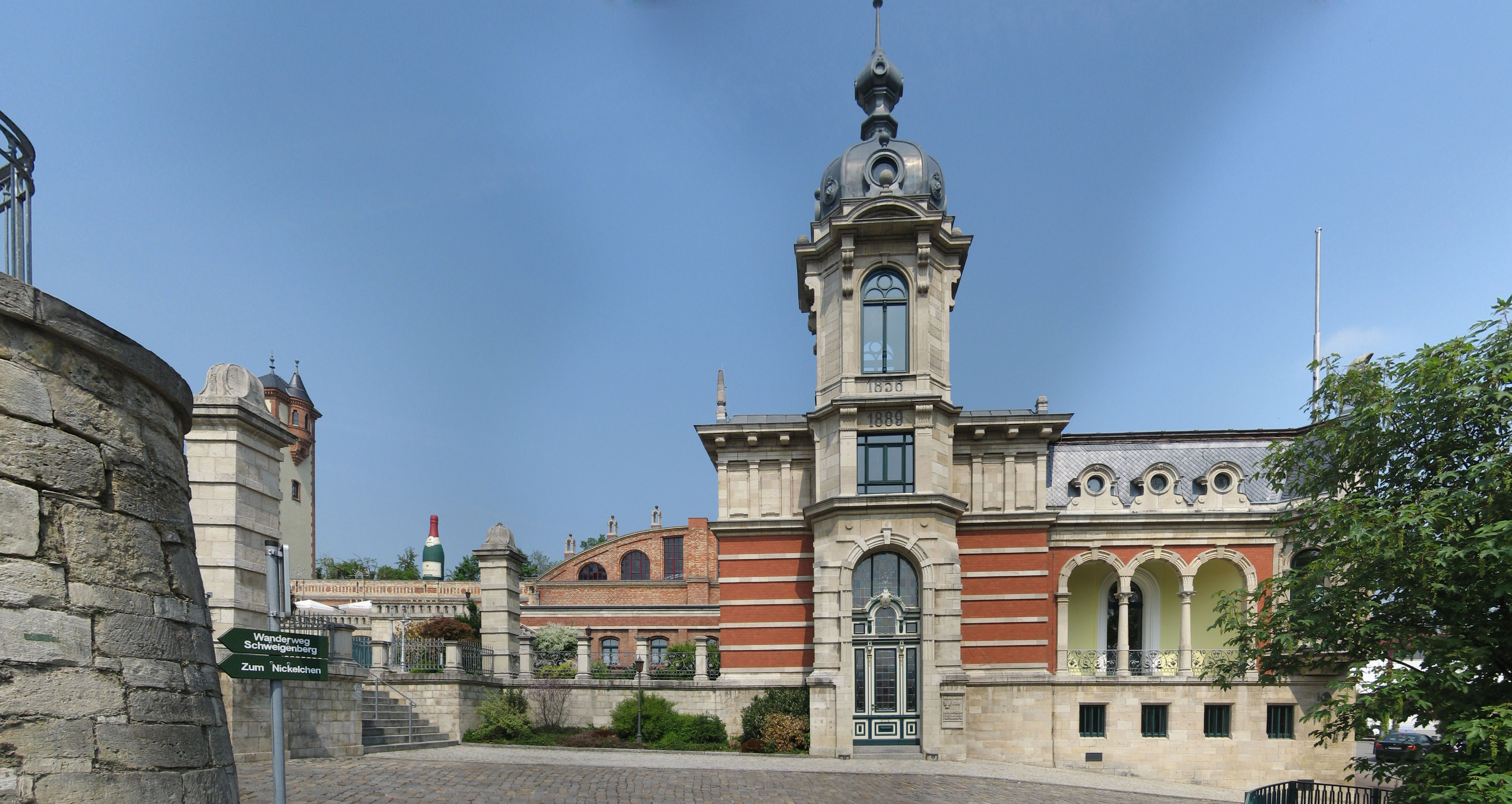
Историческое здание завода игристых вин Rotkäppchen
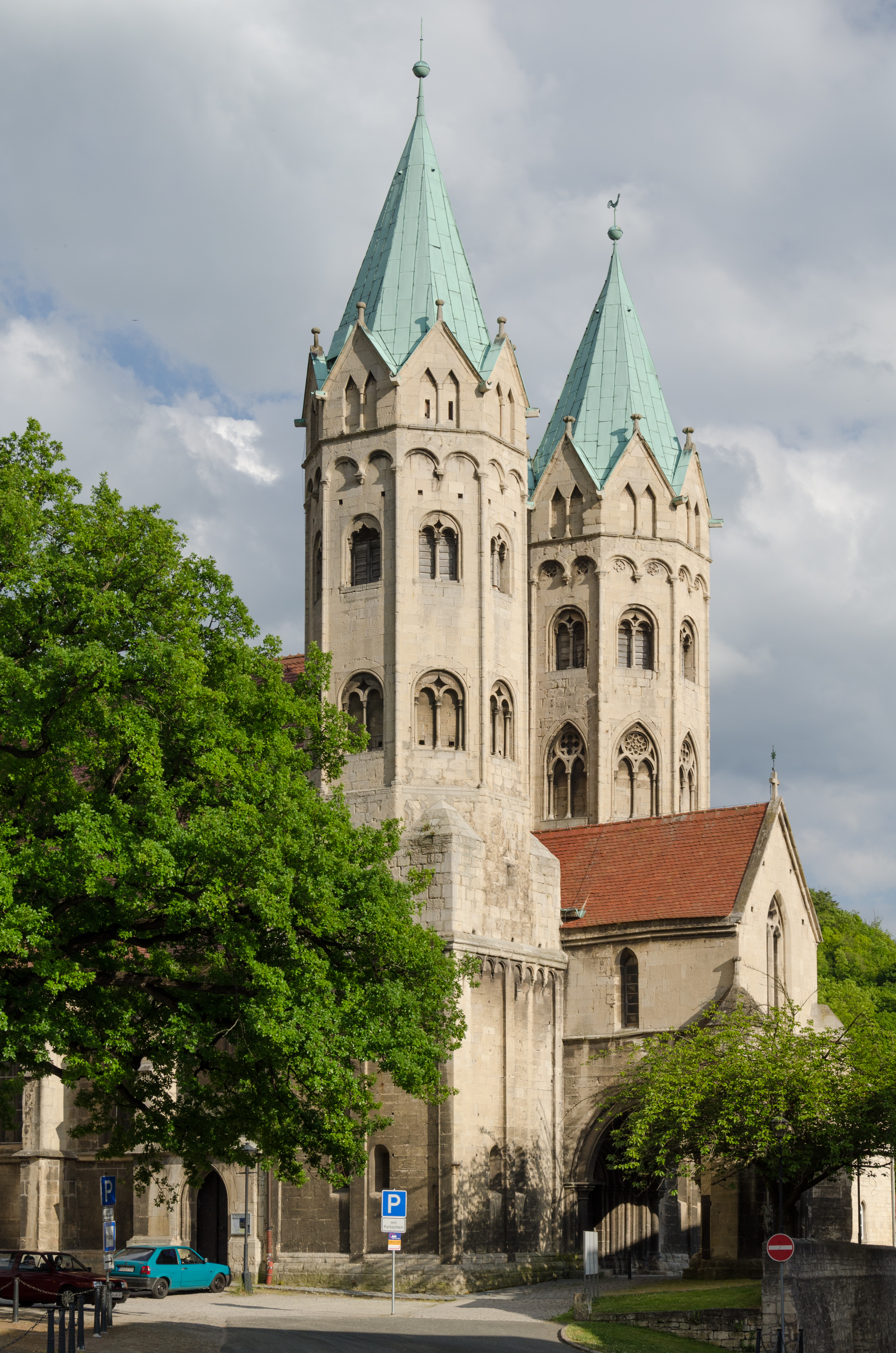
Городская церковь Девы Марии